# Шандор Барч
Шандор Барч (угор. Barcs Sándor; 10 листопада 1912, Сегед — 7 січня 2010, Будапешт) — угорський спортивний діяч, тимчасовий президент УЄФА.

## Біографія
За професією інженер-будівельник, у 1948-1963 роках керував угорської футбольною федерацією. Працював також в УЄФА і ФІФА. В 1972 році став виконувачем обов'язків президента УЄФА після смерті Швейцарця Густава Відеркера. Роком пізніше балотувався на пост повноправного президента УЄФА, але поступився на виборах італійцю  Артеміо Франкі. В період 1972-1973 роках у також займав пост віце-президента ФІФА. До складу виконавчого комітету ФІФА входив у 1972—1973 роки і 1975-1976 роках. Був членом організаційного комітету фіналу чемпіонату світу в Німеччині в 1974 році.
У 1980 році був удостоєний звання почесного члена УЄФА (як третя особа в історії).